# Martina Cavallero
Martina Cavallero (n. el 7 de maig de 1990 a Morón) és una jugadora argentina d'hoquei sobre gespa, integrant i capitana de la Selecció del seu país amb la qual va participar i va obtenir la medalla de plata als Jocs Olímpics de Londres 2012. Martina també va obtenir la medalla de plata al Campionat Mundial Juvenil de 2009, tres Champions Trophy (2012, 2014 i 2016), medalla d'or en la Copa Panamericana 2013, medalla de bronze al Campionat Mundial 2014 i una Lliga Mundial. Becada per la Secretaria d'Esports de la Nació.

## Carrera esportiva
Es va iniciar en el club Matreros (Morón) passant després a jugar per Hurling. El 2009, va integrar la Selecció juvenil argentina que va obtenir la medalla de plata en el Campionat Mundial Juvenil.
Des de 2010, integra la Selecció major argentina. En 2012, va integrar l'equip que va guanyar el Champions Trophy en Rosario, Argentina i aquest mateix any va ser seleccionada per formar part de la selecció als Jocs Olímpics de Londres 2012 on va obtenir la medalla de plata. En 2013, va obtenir la medalla d'or en la Copa Panamericana a Mendoza, Argentina i en 2014 la medalla de bronze en el Campionat Mundial de l'Haia, Països Baixos i el seu segon Champions Trophy disputat a la ciutat de Mendoza, Argentina.
El 2015, va formar part de l'equip que va competir als Jocs Panamericans on va obtenir la medalla de plata i la Lliga Mundial disputada a la ciutat de Rosario, Argentina el mes de desembre.
El 2016, va obtenir el seu tercer títol al Champions Trophy realitzat a Londres, Anglaterra.

### Participacions en Jocs Olímpics
| Any                | Seu        | Resultat         | Partits | Gols |
| ------------------ | ---------- | ---------------- | ------- | ---- |
| Jocs Olímpics 2012 | Regne Unit | Medalla de Plata | 7       | 1    |